# Globoka
Globoka – wieś w Słowenii, w gminie Ljutomer. W 2018 roku liczyła 181 mieszkańców.